# عبد الله المقباس
عبد الله المقباس، لاعب كرة قدم سعودي.

## مسيرة اللاعب
لعب سابقاً في نادي الشباب ونادي الكوكب ونادي ضمك ونادي التقدم ونادي المجزل ونادي الشعلة ونادي الشعيب.

## روابط خارجية
- عبد الله المقباس على موقع Soccerway.com (الإنجليزية)